# Folke Hallin
Folke Hallin, född 10 juni 1929 i Eslöv, död 7 januari 2015 i Lund, var en svensk tecknare och illustratör. Han arbetade som reklamtecknare för Åkerlund & Rausing och därefter som illustratör för Svenska MAD. På senare år ägnade han sig åt projektet Närbilder.
Åren 1943–1944 gick han i en reklamskola i Malmö. Han var specialelev på Högre konstindustriella skolan i Stockholm under åren 1959–1961. Efter avslutad utbildning i Stockholm bedrev han konststudier i Paris 1962–1963.
Hallin arbetade fram till 1975 huvudsakligen som reklamtecknare hos Åkerlund & Rausing i Lund.
Mellan 1978 och 1985 var han huvudsakligen frilanstecknare för Svenska MAD. Han debuterade i nr 7 1978, i samband med att resultatet i MADs teckningstävling presenterades, vilken han vann. 
Sedan hösten 1985 var han sysselsatt med projektet Närbilder.
Folke Hallin arbetade även som illustratör av vykort.